# 西郊公园毛角蚁甲
西郊公园毛角蚁甲（学名：Batriscenel-lus xijiaogongyuan），是一种毛角蚁甲属昆虫，因其首次发现于上海动物园西北角而得名。2017年3月14日，这种昆虫被上海师范大学的研究团队宣布确定为新物种。
这种生物直接以“西郊公园”（上海动物园的旧名）的汉语拼音作为种名命名。其模式标本保存于上海师范大学的昆虫标本室。

## 发现过程
2015年，上海动物园开展“上海动物园资源昆虫多样性调查及在保护教育资源中的开发应用”课题，特邀上海师范大学作为这一课题的协作单位，共计鉴定出270种生物种。
其中，有一种特别的小型甲虫被研究组在动物园罕有人至的落叶林中意外发现。该生物由上海师范大学殷子为副教授鉴定为新物种。由于这个新种发现于上海动物园，而其旧称“西郊公园”为上海人所熟稔，故种名直接使用“西郊公园”的拼音xijiaogongyuan命名，中文俗名则称为“西郊公园毛角蚁甲”。其研究成果被发布在动物学同行评议期刊《Zootaxa》上。

## 形态特征
是种昆虫属于隐翅虫科，蚁甲亚科；平均体长约为2到3毫米，形似蚂蚁，躯体分为头、胸、腹三部分，拥有2对翅膀和3对足；前翅角质化。

## 生活习性和分布
该昆虫生活在人工林下的落叶腐殖层，生存期为一个月（5月）。
该昆虫首次发现于上海动物园，后在上海市闵行区原塘湾镇地区和华东师范大学闵行校区附近也有发现。但尚不知道是否为上海市特有种。

## 特别意义
发现者之一殷子为教授表示，上海地区在1907年至2017年间一共仅记录到有60种隐翅虫科生物存在，且多为常见广布种，而上海地区过去几乎没有蚁甲亚科动物的的分布记录，仅在2011年记录了1种蚁甲。在上海这种高人口密度的环境下，发现新的甲虫物种，弥足珍贵。